# Steffen Wiesinger
Steffen Wiesinger (* 27. listopadu 1969 Lauda-Königshofen, Německo) je bývalý německý sportovní šermíř, který se specializoval na šerm šavlí. Německo reprezentoval v devadesátých letech. Na olympijských hrách startoval v roce 1992 a 1996 v soutěži jednotlivců a družstev. V soutěži jednotlivců postoupil do čtvrtfinále na olympijských hrách 1996. V roce 1993 obsadil třetí místo na mistrovství světa a Evropy. S německým družstvem vybojoval v roce 1993 třetí místo na mistrovství Evropy.